# Công tước xứ Cornwall
Công tước xứ Cornwall (tiếng Anh: Duke of Cornwall) là một tước hiệu được tạo ra thuộc Đẳng cấp quý tộc Anh, theo truyền thống sẽ được giữ bởi con trai cả của đương kim quốc vương Anh, trước đây là quốc vương Anh. Công quốc Cornwall là công quốc đầu tiên được thành lập ở Anh, theo Hiến chương Hoàng gia vào năm 1337. Công tước hiện tại là Vương tử William, con trai cả của tân vương mới, Charles III. Vợ của William, Catherine, là Công tước phu nhân hiện tại của Cornwall.

## Lịch sử
Theo truyền thuyết, Gorlois, Công tước xứ Cornwall dưới triều đại Vua Uther Pendragon, đã nổi loạn chống lại triều đình sau khi vua cướp vợ của Gorlois Igraine. Uther đã giết Gorlois và đoạt lại Igraine: kết quả sự tái hợp này là Vua Arthur tương lai.
Tước Công tước xứ Cornwall luôn thuộc về con trai trưởng của Quân vương. Cornwall là tước công tước đầu tiên được trao trong Vương quốc xứ Anh, vì mặc dù Công tước các xứ Normandy (Vua xứ Anh), Brittany (Bá tước xứ Richmond) và Aquitaine (Công tước xứ Lancaster) có đất đai và thaiis ấp thực sự nằm bên trong nước Anh, nhưng lại dựa trên Pháp. Tước này được ban đầu tiên cho Edward Vương tử đen, con trai trưởng của Edward III năm 1337. Sau khi Edward chết trước Quân vương, tước công tước này được ban lại cho con trai ông, Richard II tương lai. Theo hiến chương năm 1421, tước này sẽ truyền cho con trai trưởng và người nối dõi của ông ta.
Nếu con trai trưởng của Quân vương chết, con trai trưởng của ông ta sẽ không thừa kế tước Công tước. Tuy nhiên, nếu con trai trưởng chết đi mà không có con, người em kế của ông ta sẽ giữ tước này. Quy luật của nguyên tắc này là chỉ có con trai của Quân vương—chứ không được là cháu trai, thậm chí nếu người đó là Vương thái tử—mới được là Công tước xứ Cornwall; tương tự, phụ nữ không được làm Công tước xứ Cornwall, thậm chí nếu người đó là Người thừa kế trên danh nghĩa. Một người có thể là Thân vương xứ Wales và Vương thái tử mà không phải là Công tước xứ Cornwall. Ví dụ, thái tử của Vua George II, George III tương lai, là Thân vương xứ Wales, nhưng không phải là Công tước xứ Cornwall (vì George III là cháu nội của Quân vương, không phải con trai Quân vương). Khi Quân vương không có con trai thì đất đai thuộc Đất Công tước xứ Cornwall sẽ chuyển thành thuộc về Quân vương cho đến khi một Công tước khác được sinh ra (ví dụ từ năm 1547 đến 1603) (xem thêm phía dưới).
Năm 1856-1857 đã có trường hợp phân xử giữa Đất Quân vương với Đất Công tước xứ Cornwall trong đó các Viên chức của Đất công tước đã thắng với yêu cầu Đất công tước phải được hưởng nhiều quyền lợi và đặc quyền của một Hạt và rằng mặc dù Công tước không được ban Quyền hạn Hoàng gia, vẫn được xem là một Quân vương trong lãnh đại Công tước xứ Cornwall. Sự phân xử này, do Quân vương ban hành, dựa trên tranh luận và tài liệu hợp pháp, đã dẫn tới việc hình thành Đạo luật Thủy lôi Cornwall năm 1858.
Vào năm 1969-71 Ủy ban Hoàng gia về Hiến pháp đã đề nghị các nguồn chính thức phải gọi Cornwall chính xác là Đất Công tước chứ không chỉ là một hạt. Đây là sự thừa nhận vị thế hiến pháp đặc biệt của nó.

## Công tước xứ Cornwall hiện nay
Công tước xứ Cornwall hiện tại là Willam, Thân vương xứ Wales, con trai trưởng của Quốc vương Charles III, Quân vương đang trị vì. William được chính thức phong tước Công tước xứ Cornwall tại Lâu đài Launceston năm 1973. Là một phần trong truyền thống phong kiến, ông được trao một cặp găng tay trắng, một đinh thúc ngựa bằng vàng và chó săn thỏ, một pound tiêu và thìa là, một trăm shilling bạc, gỗ để đốt lò sưởi, và xiên cá hồi. Sau khi kết hôn với Thân vương xứ Wales tại Guildhall ở Windsor ngày 9 tháng 4 năm 2005, Camilla Parker Bowles sử dụng tước hiệu của mình là 'Her Royal Highness, Công tước phu nhân xứ Cornwall chứ không phải là Vương phi xứ Wales.

## Huy hiệu

Cờ hiệu của Công tước xứ Cornwall

Huy hiệu của Công tước xứ Cornwall là một cái khiên đen có 15 đĩa vàng, đại diện cho các đồng xu. Một cái khiêng nhỏ in hình huy hiệu này xuất hiện trên huy hiệu của Thân vương xứ Wales, phía dưới khiêng chính. Ký hiệu này cũng được Hội đồng Hạt Cornwall sử dụng để đại diện cho Cornwall. Những huy hiệu này được đưa vào sử dụng vào thế kỷ thứ 15 và thường được vương miện của Thân vương xứ Wales đặt lên trên cùng với bốn hình chữ thập và bốn hoa fleur-de-lis cùng vòng cung. Không phải lúc nào các biểu tượng hỗ trợ cũng được sử dụng, mặc dù giống Quạ chân đỏ mỏ đỏ của Cornwall và lông đà điểu đôi khi cũng xuất hiện. Thay vì khẩu hiệu mà Thân vương xứ Wales hay dùng (Ich Dien, tiếng Đức nghĩa là "Thần phục vụ"), huy hiệu của Công tước xứ Cornwall dùng khẩu hiệu "Houmout" (có nghĩa là "danh dự"), lấy từ Hoàng tử đen. Băng rôn Đất công tước xứ Cornwall được đơn giản hóa, chỉ có 15 hình tròn vàng trên nền đen.

## Danh sách các Công tước xứ Cornwall
| Công tước xứ Cornwall             | Quân vương   | Từ                                  | Đến                         |
| --------------------------------- | ------------ | ----------------------------------- | --------------------------- |
| Edward Vương tử đen               | Edward III   | 1337 (Nghị viện)                    | 1376 (chết)                 |
| Henry xứ Monmouth                 | Henry IV     | 1399 (Nghị viện)                    | 1413 (lên ngôi Henry V)     |
| Henry                             | Henry V      | 1421 (sinh)                         | 1422 (lên ngôi Henry VI)    |
| Edward xứ Westminster             | Henry VI     | 1453 (sinh)                         | 1471 (mất)                  |
| Edward Plantagenet                | Edward IV    | 1470 (nghị quyết)                   | 1483 (lên ngôi Edward V)    |
| Edward xứ Middleham               | Richard III  | 1483 (sự lên ngôi của cha)          | 1484 (mất)                  |
| Arthur Tudor                      | Henry VII    | 1486 (sinh)                         | 1502 (mất)                  |
| Henry Tudor, Công tước xứ York    | Henry VII    | 1502 (cái chết của anh trai Arthur) | 1509 (lên ngôi Henry VIII)  |
| Henry Tudor                       | Henry VIII   | 1511 (sinh)                         | 1511 (chết)                 |
| Henry                             | Henry VIII   | 1514 (sinh)                         | 1514 (chết)                 |
| Edward Tudor                      | Henry VIII   | 1537 (sinh)                         | 1547 (lên ngôi Edward VI)   |
| Henry, Công tước xứ Rothesay      | James I      | 1603 (cha lên ngôi)                 | 1612 (chết)                 |
| Charles Stuart, Công tước xứ York | James I      | 1612 (cái chết của anh trai Henry)  | 1625 (lên ngôi Charles I)   |
| Charles Stuart                    | Charles I    | 1630 (sinh)                         | 1649 (lên ngôi Charles II)  |
| James Francis Edward Stuart       | James II     | 1688 (sinh)                         | 1702 (tước ngôi)            |
| George Augustus                   | George I     | 1714 (cha lên ngôi)                 | 1727 (lên ngôi George II)   |
| Frederick Louis                   | George II    | 1727 (cha lên ngôi)                 | 1751 (mất)                  |
| George Augustus Frederick         | George III   | 1762 (sinh)                         | 1820 (lên ngôi George IV)   |
| Albert Edward                     | Victoria     | 1841 (sinh)                         | 1901 (lên ngôi Edward VII)  |
| George                            | Edward VII   | 1901 (cha lên ngôi)                 | 1910 (lên ngôi George V)    |
| Edward                            | George V     | 1910 (cha lên ngôi)                 | 1936 (lên ngôi Edward VIII) |
| Charles                           | Elizabeth II | 1952 (mẹ lên ngôi)                  | 2022 (lên ngôi Charles III) |
| William                           | Charles III  | 2022 (cha lên ngôi)                 | Đương nhiệm                 |

Chi tiết thêm có tại Cokayne, George Edward, The Complete Peerage of England, Scotland, Ireland, Great Britain and the United Kingdom, Extant, Extinct or Dormant, A. Sutton, Gloucester, 1982. [orig. 13 volumes, published by The St. Catherine Press Ltd, London, England from 1910-1959; reprinted in microprint: 13 vol. in 6, Gloucester: A. Sutton, 1982 ]